# Домнина Сирийская
Домни́на Сири́йская (греч. Δομνίνα της Συρίας), или Домнина Младшая (греч. Δομνίνα ἡ Νέα; ум. ок. 450 — 460) — дева-отшельница, святая католической и православной церквей.

## Биография
Домнина родилась в Антиохии в зажиточной семье христиан. Став духовной ученицей монаха-отшельника Марона, построила себе келью из хвороста в саду имения, которое находилось недалеко от города Кира и принадлежало её семье.
Отшельница вела суровый аскетический образ жизни. Строго постилась — ела только смоченную в воде чечевицу, достигнув крайней степени истощения. Утром и вечером она молилась в храме, стоя на коленях и непрестанно плача. Лицо подвижница скрывала под покровом и не показывала его ни мужчинам, ни женщинам, ни тем, кто с уважением относился к её образу жизни, ни тем, кто требовал от неё покинуть место подвигов.
Со временем вокруг отшельницы образовалась группа из дев и женщин, решивших вести такой же образ жизни. Они занимались ручным трудом, главным образом пряли шерсть, и пели духовные гимны. Тех, кто приходил к ней, она просила останавливаться в деревне и посылала им продукты. Домнина умерла около 450 — 460 года.

## Почитание
Единственным источником о жизни подвижницы является книга «История боголюбцев», написанная её современником, Феодоритом, епископом Кирским, в которой он пишет о ней в тридцатой главе. По его свидетельству, несмотря на непрерывный плач, голос Домнины звучал выразительно.
Память ей отмечается по католическому календарю 1 марта, особенно торжественно у маронитов; по православному календарю 1 марта [14 марта].